# Kap Vohimena
Kap Vohimena är en udde i Madagaskar. Den ligger i den södra delen av landet, 800 km söder om huvudstaden Antananarivo.